# Daan Thulliez
Daan Thulliez (Poperinge, 4 april 1903 – Oostende, 22 september 1965) was een Belgisch kunstschilder en graficus.

## Levensloop
Tijdens het interbellum was hij leraar aan de Oostendse kunstacademie (na een onderbreking sedert 1914 hersticht in 1934 met Alfons Blomme als directeur).  
Hij schilderde genretaferelen, figuren, landschappen, marines en portretten.
Hij maakte ook etsen.
Van zijn kunst alleen kon hij niet leven. Daarom had hij ook een groentenzaak in Oostende. Hij was gehuwd met Gebriëlle Debrock (°Eeklo, 1902).

## Tentoonstellingen
- 1932, Oostende, Galerie Zaal Boudewijn : individuele tentoonstelling
- 1934, Oostende, Galerie Studio : Groepstentoonstelling "Kunstenaars van de vrouw"
- 1935, Oostende, Galerie Studio : Groepstentoonstelling "Marines"
- 1935, Oostende, Galerie Studio : individuele tentoonstelling
- 1963, Newlyn Art Gallery : Ostend painters
- 1960, Oostende, Galerie Houwen
- 1966, Oostende, Galerie Forum (postuum)

## Musea
- Oostende, Mu.ZEE
- Verzameling Stad, Tielt